# سليندر مان (فلم)
سليندر مان (بالإنجليزية: Slender Man) ويعني الاسم: الرجل النحيل هو فيلم رعب تم إنتاجه في الولايات المتحدة وصدر سنة 2018 من بطولة جوي كينغ.

## القصة
تجري أحداث القصة في بلدة صغيرة في ولاية ماساشوستس وتتمحور حول 4 فتيات في المدرسة الثانوية واللواتي تقررن في إحدى الليالي استدعاء Slender Man، وهو كيان مخيف انتشر عبر أنحاء الإنترنت. وعندما تختفي إحداهن، تبدأ الفتيات المتبقيات بالتشكيك بمدى سلامة عقولهن عندما يبدأ Slender Man في مطاردتهن بأحلامهن وتغيير إدراكهن حيال الواقع مع صور مخيفة وأصوات مزعجة.

## الميزانية الإيرادات
كلف الفيلم ميزانية 10 مليون دولار امريكي وحقق ارباح تقدر بـ 47.3 مليون دولار امريكي.

## طاقم العمل
| الاسم | الممثلين            | الدور        |
| ----- | ------------------- | ------------ |
| 1)    | جوي كينج            | رين          |
| 2)    | جوليا جولداني تيليز | هالي         |
| 3)    | أناليس باسو         |              |
| 4)    | جاز سنكلير          | كلوي         |
| 5)    | خافيير بوتيت        | الرجل النحيل |
| 6)    | كيفين شابمان        | السيد ينسن   |
| 7)    | مايكل رايلي بيرك    | والد هالي    |

## وصلات خارجية
- مقالات تستعمل روابط فنية بلا صلة مع ويكي بيانات

الرجل النحيل على IMDb
الرجل النحيل على Rotten Tomatos
الرجل النحيل على Metacritic
1. ↑  "معلومات عن الرجل النحيل (فيلم) على موقع cineplex.de". cineplex.de. مؤرشف من الأصل في 2019-12-11.
2. ↑  "معلومات عن الرجل النحيل (فيلم) على موقع mymovies.it". mymovies.it. مؤرشف من الأصل في 2019-12-11.
3. ↑  "معلومات عن الرجل النحيل (فيلم) على موقع allocine.fr". allocine.fr. مؤرشف من الأصل في 2019-04-28.

لا توجد روابط لمواقع التواصل الاجتماعي.